# Kim Un-guk
Kim Un-guk (Pyongyang, 28 de outubro de 1988) é um halterofilista da Coreia do Norte.
Kim foi campeão mundial em 2010 e em 2014 e vice-campeão mundial em 2011 e em 2013, na categoria até 62 kg. Nos Jogos Olímpicos de 2012, em Londres, Kim, na categoria até 62 kg, levantou 153 kg no arranque, o que superou o recorde olímpico antes do chinês Shi Zhiyong, e igualou-se ao recorde mundial do próprio Shi. Com 174 kg no arremesso, logrou ganhar medalha de ouro, ao definir novo recorde mundial no total (327 kg).
Também foi vice-campeão nos Jogos Asiáticos de 2010 e campeão em 2014, no qual definiu um recorde mundial no arranque — 154 kg —  e dois no total (328, 332 kg), na categoria até 62 kg.
Inicialmente ele ficou em segundo lugar no Campeonato Mundial de 2015, mas desclassificado por doping e suspenso por quatro anos das competições.

## Quadro de resultados
Principais resultados de Kim Un-guk:
| Ano                    | Lugar                   | Categoria       | Marca (kg) / pos. | Marca (kg) / pos. | Marca (kg) / pos. |
| Ano                    | Lugar                   | Categoria       | Arranque          | Arremesso         | Total             |
| Jogos Olímpicos        | Jogos Olímpicos         | Jogos Olímpicos | Jogos Olímpicos   | Jogos Olímpicos   | Jogos Olímpicos   |
| ---------------------- | ----------------------- | --------------- | ----------------- | ----------------- | ----------------- |
| 2012                   | Londres, Inglaterra     | –62 kg          | 153 (RO) / 1      | 174 / 2           | 327 /             |
| Campeonato Mundial     |                         |                 |                   |                   |                   |
| 2010                   | Antália, Turquia        | –62 kg          | 147 /             | 173 /             | 320 /             |
| 2011                   | Paris, França           | –62 kg          | 150 /             | 170 /             | 320 /             |
| 2013                   | Breslávia, Polônia      | –62 kg          | 150 /             | 170 /             | 320 /             |
| 2014                   | Almati, Cazaquistão     | –62 kg          | 150 /             | 175 /             | 325 /             |
| 2015                   | Houston, Estados Unidos | –62 kg          | 151 / DSQ         | 177 / DSQ         | 328 / DSQ         |
| Jogos Asiáticos        |                         |                 |                   |                   |                   |
| 2010                   | Cantão, China           | –62 kg          | 147 / 1           | 170 / 2           | 317 /             |
| 2014                   | Incheon, Coreia do Sul  | –62 kg          | 154(RM) / 1       | 178 / 1           | 332 /             |
| Campeonato Asiático    |                         |                 |                   |                   |                   |
| 2011                   | Tongling, China         | –62 kg          | 140 /             | 166 /             | 306 /             |
| 2013                   | Astana, Cazaquistão     | –62 kg          | 145 /             | 170 /             | 315 /             |
| Jogos da Ásia Oriental |                         |                 |                   |                   |                   |
| 2009                   | Hong Kong, China        | –62 kg          | 140 / 1           | 170 / 1           | 310 /             |